# 日本生命保険
日本生命保険相互会社（にほんせいめいほけん、英語: Nippon Life Insurance Company）は、大阪府大阪市中央区に登記上の本店、東京都千代田区丸の内の日本生命丸の内ビルに東京本部を置く日本の生命保険会社。通称は日本生命、略称は日生（ニッセイ、NISSAY）。保有契約高・保険料収入・総資産で日本最大手の生命保険会社である。

## 概要
1889年に創業した、日本で3番目に古い生命保険会社である。1899年に保有契約高が業界首位となり、現在までこれを保持している。会社形態は相互会社であり、株式会社ではない。2010年4月に、それまで相互会社であった第一生命保険が株式会社化したものの、日本生命は株式会社に転換する考えはないと説明している。
2021年3月現在、日本生命の投資先は公社債 (36.1%)、株式 (14.5%)、外国証券 (29.2%)、貸付金 (10.2%)、不動産 (2.3%)などとなっている。
2021年からのスローガンは、「今日と未来を、つなぐ。」。2014年度については創業125周年にちなみ、「あなたの”いまとみらい”に安心を。」も使われている。それ以前は「ずっと支える。もっと役立つ。」、「みらい創造力で、保険は進化する。」（2012年4月 - 2015年3月）、「”大切な人を想う”のいちばん近くで。」（使用時期不明）、「新しい豊かさを提案するNISSAY」（創業100周年時）などが使われていたが、CI導入前の1989年までは「保障から年金まで生活保険の日本生命」が長らく使われた。

## 経営状態

### おもな収益源
経常収益（株式会社でいう売上高）は、7兆2,936億9,500万円（連結）。内訳は、保険料収入5兆3,371億1,800万円（同）、資産運用収入1兆7,739億5,100万円（同）、その他雑収1,826億2,500万円（同）などである。収益のうちに占める保険料収入の割合は概ね73%である。

### 健全性指標
- AA（保険金支払能力格付、R&I）[8]
- A+（保険財務力格付、S&P）[9]
- A1（保険財務格付、ムーディーズ）[9]

## 資産規模

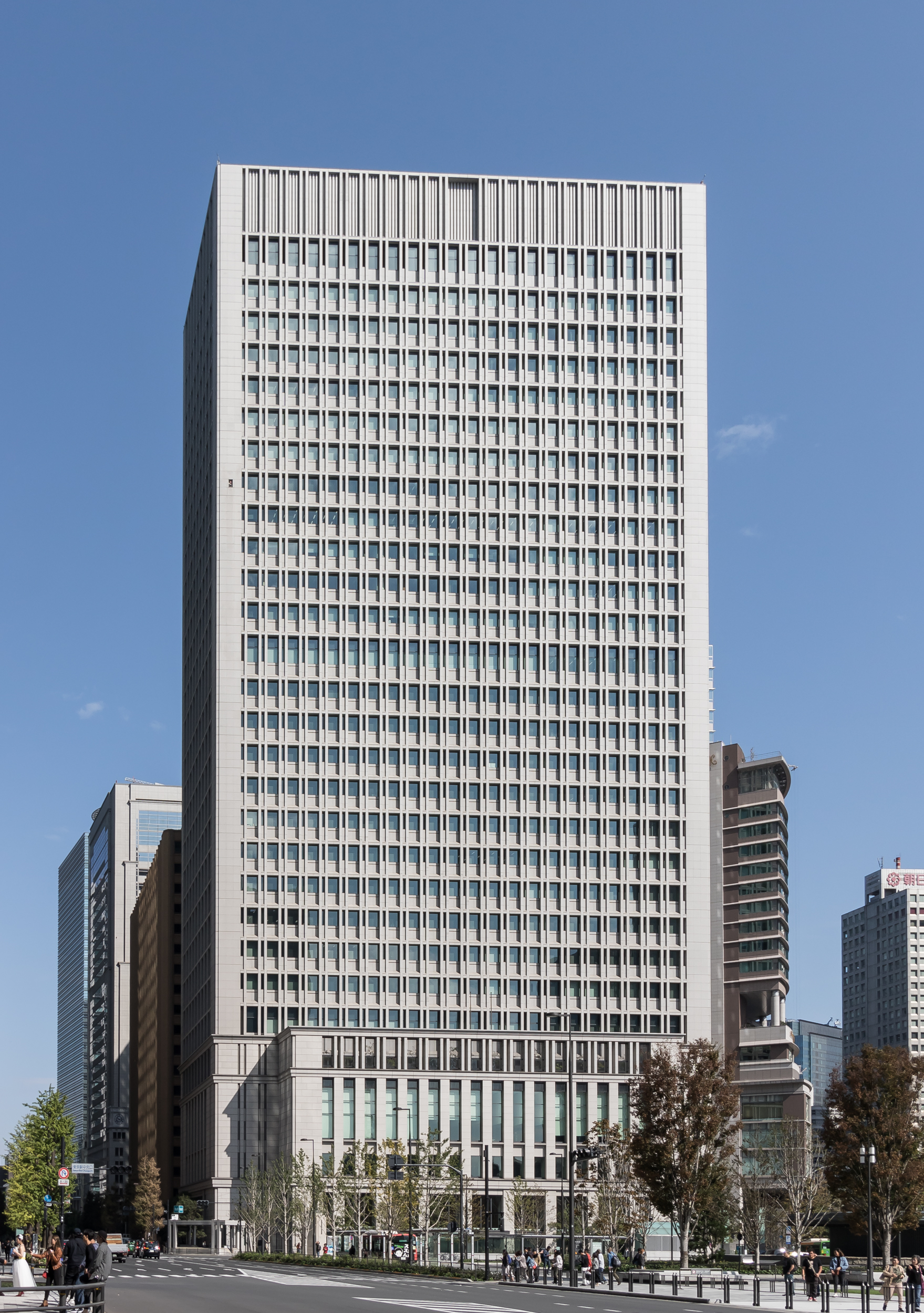
東京本部

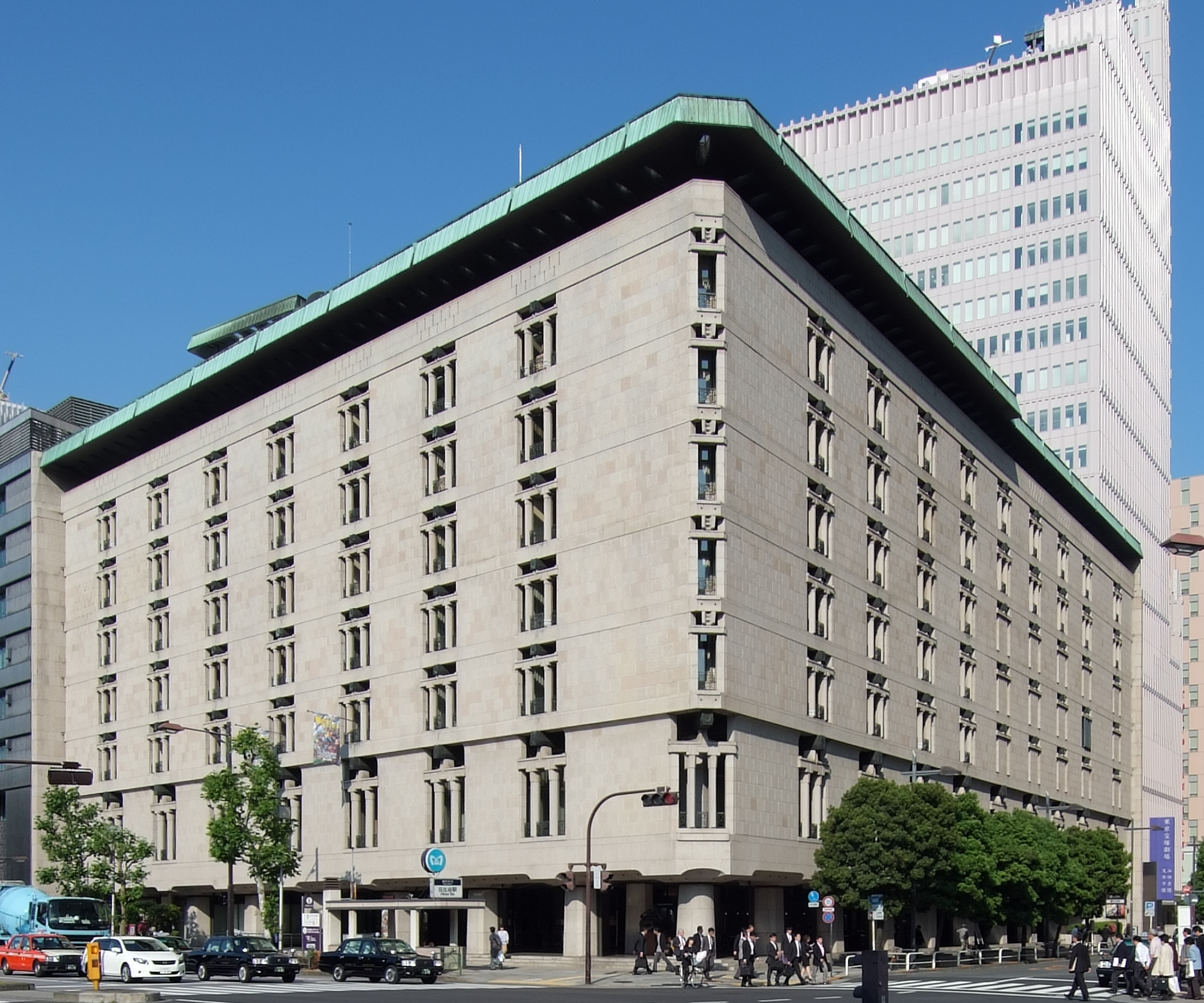
日比谷ビル（日生劇場）

### 総資産など
- 資産規模
  - 総資産 - 連結:70兆6,079億円（2016年3月期）[8]
  - 資産運用益:1兆7,739億5,100万円

### 機関投資家としての日本生命
日本生命は日本の民間で、最大の機関投資家である。日本生命のメインバンクは三菱UFJ銀行（旧・三和銀行）であり三和グループの三水会とその後身社長会である水曜会には加盟しているが、みどり会には未加盟である。）だが、その資本力、規模から実質的には「銀行系に属さない機関投資家」とみなされている。
長年の蓄積から、2014年現在、日本で上場している企業のうち、601社で上位10位までの株主であるとされる（全上場企業3,733社のうち約2割）。
1980年代後半時点では、上場企業1,806社（当時）のうち、69社の筆頭株主、432社で上位5位までの株主、約750社で上位10位までの株主であった。こうしたことから、バブル時代には日本経済新聞から「日本株式会社の静かなる大株主」とあだ名された。なおバブル崩壊以降は、リスク資産の圧縮のため売却を進め、2003年時点では、日本で発行されている株式総数の2.3%、3,000銘柄（うち上場銘柄2,150）を保有していたと報道されている。
筆頭株主となっている企業は、三菱UFJフィナンシャル・グループ、東洋紡、帝人、クボタ、近鉄グループホールディングス、阪急阪神ホールディングス、南海電気鉄道、京浜急行電鉄、京王電鉄、サッポロビール、武田薬品工業、アステラス製薬、第一三共、田辺三菱製薬、髙島屋、TBSホールディングス、テレビ東京ホールディングスなど。非上場企業の主要株主企業にはサントリー、MBSメディアホールディングス、テレビ大阪などがある。
不動産賃貸業（いわゆる貸しビル事業）では、所有延床面積で三菱地所、三井不動産に次ぐ日本3位の規模である。賃貸用不動産残高は1兆705億円、賃貸用ビル保有数は339棟にのぼる。

## 沿革

### 概要
1889年7月に滋賀県彦根で第百三十三国立銀行（後の滋賀銀行）の頭取をしていた弘世助三郎が近畿の財界人、第四十二国立銀行（後の三菱UFJ銀行）頭取・田中市兵衛、川上左七郎、土居通夫、山口吉郎兵衛、岡橋治助、西田永助、竹田忠作、井上保次郎、熊谷辰太郎、難波二郎三郎、草間貞太郎、甲谷権兵衛、泉清助の各氏に呼びかけて、社長に11代目鴻池善右衛門を据え、片岡直温らを取締役にして資本金30万円の有限責任日本生命保険会社として、大阪市に発足させた。
保険料表を当時、主流だったイギリスの保険会社のものを使わずに、日本人の死亡統計から作成したものを採用した。1891年に株式会社化し（社名は日本生命保険株式会社）、相互扶助の精神のもと1898年の第1回大決算において、日本で最初に契約者への利益配当を実施した。第二次世界大戦中に戦時統合として、富士生命保険・愛国生命保険と合併した。
戦後は金融機関再建整備法に基づき、1947年に相互会社（社名は日本生命保険相互会社）として再出発した。高度経済成長期である1963年に東京都千代田区に日生劇場を完成させた。また、1975年には経営が困難となっていた琉球生命保険の全契約の包括移転を行い、事実上の救済合併を行った。川瀬源太郎社長在任時に、1988年2月4日に生命保険会社の総資産部門の世界ランキングでアメリカ合衆国のプルデンシャルを抜いてトップに立つ。すでに新契約高・収入保険料・保有契約高の三部門で世界一になっていたので、これで四部門のすべてを制する「四冠王」に輝き、名実ともに世界第1位の生命保険会社となった。
1990年代以降はアメリカ合衆国や中華人民共和国へと進出を始めた。金融自由化の流れの中で、1996年にニッセイ損害保険を設立し、損害保険業界に進出した。1990年代以降の景気低迷の流れの中で業務提携・経営統合をすすめた。三井海上火災保険・住友海上火災保険と提携、ニッセイ損害保険も同和火災海上保険と合併させニッセイ同和損害保険（後のあいおいニッセイ同和損害保険：MS&ADインシュアランスグループホールディングス傘下）を設立し、解散した同和生命保険の全契約を引き取った（契約の包括移転）。
社章は、1987年までは紋所の一つである“組み合い角”に“生”を配したものだったが、1988年にコーポレートアイデンティティ（CI）を導入し、赤の正菱形に“N”を配した社章（呼称：センチュリークリスタル）が制定された。

### 年表
- 1889年 - 前身の有限責任日本生命保険会社を創立。
- 1891年 - 株式会社化（日本生命保険株式会社）。
- 1898年 - 日本最初の契約者利益配当実施。
- 1899年 - 保有契約高が日本で第1位となる。
- 1940年 - 日本最初の「利源別配当付普通保険」発売。
- 1942年 - 富士生命を包括移転。
- 1945年 - 愛国生命を包括移転。
- 1947年 - 日本生命保険相互会社として再発足。
- 1950年 - 日本生命球場が開場（1997年閉場）。
- 1963年 - 日生劇場が開館。
- 1975年 - 琉球生命保険を包括移転。
- 1975年 - 阪急日生ニュータウンが販売開始。
- 1987年 - 子会社であった星和住宅株式会社・星和地所株式会社・新星開発株式会社が合併し、新星和不動産株式会社を設立。
- 1988年3月 - CIを導入し、シンボルマークを制定。コーポレートブラントとして「NISSAY」を採用[17][注 4]。
- 1991年 - ニッポン・ライフ・インシュアランス・カンパニー（米国日生）が営業開始。
- 1996年 - ニッセイ損害保険株式会社設立。
- 1997年 - ニッポン・ライフ・インシュアランス・カンパニー・オブ・フィリピンズ（ニッセイフィリピンズ）設立。
- 1997年 - バンコク・ライフ・アシュアランス（タイ）に資本参加。
- 1998年 - ニッセイアセットマネジメント投信設立（ニッセイ投信とニッセイ投資顧問が合併）。
- 1999年 - ニッセイ保険口座スタート
- 1999年 - ニッセイ情報テクノロジー設立。
- 2000年 - 特別勘定運用部門を分社、投信投資顧問子会社と統合して「ニッセイアセットマネジメント」と名称変更。
- 2000年 - 特定目的会社（SPC）を使った証券化手法により基金を募集。
- 2001年 - 同和火災海上保険とニッセイ損害保険が合併し、ニッセイ同和損害保険設立。
- 2001年 - 同和生命保険より全契約の包括移転を受け、同社は解散。
- 2002年 - 特定目的会社（SPC）を使った公募証券化手法により基金を募集。
- 2003年 - 広電日生人寿保険有限公司（広電日生）が営業開始。
- 2004年 - 日本生命丸の内ビルにおいて東京本部が業務を開始。
- 2009年 - 創業120周年。
- 2011年 - 新星和不動産が主要株主の異動により大林組の完全子会社となる。
- 2014年 - 丸の内AIGビル跡地に日本生命丸の内ガーデンタワーが竣工。
- 2015年1月 - 日本生命本店東館（大阪市中央区）が竣工[18]。日本生命本店本館と東館

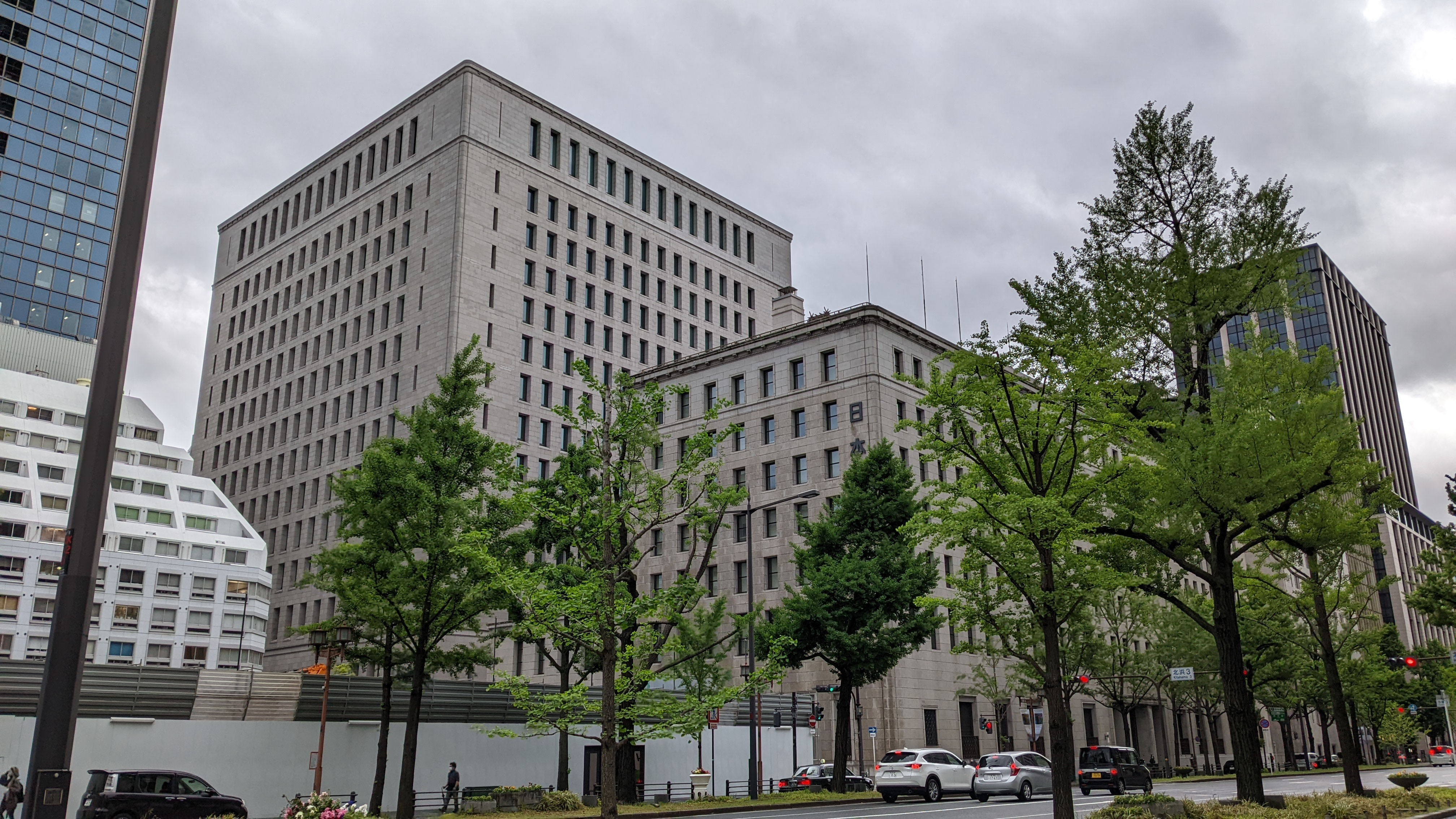
日本生命本店本館と東館

- 2015年12月 - 三井生命保険（後の大樹生命保険）を傘下に収める[19]。
- 2018年 - マスミューチュアル生命保険（後のニッセイ・ウェルス生命保険）を子会社化[20]。
- 2019年
  - 4月 - はなさく生命保険開業。
  - 9月 - インドの資産運用会社リライアンス・ニッポンライフ・アセットマネジメント株式を追加取得し子会社化。（2020年にニッポンライフ・インディア・アセットマネジメントに改称）
  - 11月 - ミャンマーのグランド・ガーディアン・ライフ・インシュアランスに資本参加し、関連会社化。（同年グランド・ガーディアン・ニッポンライフ・インシュアランスに改称）
- 2023年11月 - 外資系投資ファンドなどが保有している介護会社のニチイ学館を傘下に持つニチイホールディングス株式の大半を取得し、子会社化すると発表[21]。
- 2024年5月 - アメリカ国内で生命保険事業などを展開している「コアブリッジ・ファイナンシャル」（AIGグループ）の株式20%を2025年2月末までに取得し、持分法適用会社にすると発表[22][23]。

### 歴代社長
- 初代 - 鴻池善右衛門（鴻池家第11代当主）
- 2代 - 片岡直温
- 3代 - 弘世助太郎
- 4代 - 成瀬達（弘世現の実兄）
- 5代 - 弘世現
- 6代 - 川瀬源太郎
- 7代 - 伊藤助成
- 8代 - 宇野郁夫
- 9代 - 岡本圀衞
- 10代 - 筒井義信
- 11代 - 清水博（在任中）

## 施設
本店
大阪市の本店ビル本館は、江戸時代に大坂の学術において中心的な役割を果たした学問所「懐徳堂」の跡地に位置し（1938年に第一期が完成。1962年に第二期が完成、設計長谷部鋭吉）、東京本部は東京都千代田区丸の内の日本生命丸の内ビル（丸の内オアゾ内）に置く。
本店（大阪）には保険契約管理のための事務を行うお客様サービス部門等の事務系ミドル・バックオフィスを置いている。また、コールセンターや契約管理部門は、一部機能を福岡に移管している。
東京本部
1923年の関東大震災で、日本橋に位置した東京支店は焼失してしまった。このため日生はその跡地に大規模なビルを建設することを決め、周辺の土地も買い増して、地下2階、地上8階、延床面積8800坪に及ぶ東京日本生命館（設計高橋貞太郎）を建設した。同館は1933年竣工。竣工した建物のごく一部を東京支店として使用し、そのほか全館は髙島屋が借り受け、同年3月20日、南伝馬町から東京店（後の日本橋髙島屋S.C.本館）が移転して営業を始めた。なお、東京日本生命館は戦前の日生における本格的な投資用ビルとしては唯一の例であった。
戦後、東京日本生命館は増築され、1952年4月に竣工した。増築面積は3530坪で、増築後の総面積は11410坪となり、増築部分の6階までは従来と同じく高島屋に賃貸し、7・8階は日生の東京総局（後の東京本部）として使用した。創業70周年事業の一環として進めてきた日本生命日比谷ビル（日生劇場）が1963年に有楽町に竣工すると、オフィス部分に東京総局は移転した。
1987年、東宝が日比谷の劇場街を再開発して建設した地上18階・地下4階の東宝日比谷ビル（日比谷シャンテ）が完成すると、4階以上には日生が入り東京本部を置いた。また1989年には、大阪の本店から同ビルに戦略部門である旧企画部を総合企画室として拡大してもってきたほか、広告宣伝部門も東京に移すなど総勢900人にのぼる大異動を行った。
2004年に東京駅丸の内口前にあったJR東日本本社ビル・交通公社ビルヂング・東京中央ビル・丸ノ内ホテル跡等が、三菱地所、日本生命、中央不動産によって再開発され、丸の内オアゾが整備された。
システムセンター
堺市（大阪府）にシステムセンターを、東京都内にバックアップセンターを保有しているが、2011年度に、茨木市（同府）に新システムセンターを設置し、堺市のシステムセンターと、日本の生命保険会社としては初めて、メインシステムの並行稼働をさせた。並行稼働させる理由は、災害時の稼働性の担保であり、コンピュータシステム改変時の稼働を容易にするためである。また、茨木市の新システムセンターには、商品企画の研究開発部門を併設し、保険商品の開発や、保険金不払いの瑕疵を防ぐコンピュータシステムの開発を行う。また、本店被災時のバックアップセンターも設置された。

## 関連企業
- あいおいニッセイ同和損害保険株式会社
- 秋田アトリオンビル株式会社
- アロマスクエア株式会社
- 大宮ソニックシティ株式会社
- 企業年金ビジネスサービス株式会社
- シティプロシード株式会社
- 新宿NSビル株式会社
- ニッセイアセットマネジメント株式会社
- ニッセイ・ウェルス生命保険株式会社
- 株式会社ニッセイ基礎研究所
- ニッセイ・キャピタル株式会社

- ニッセイ商事株式会社
- ニッセイ情報テクノロジー株式会社
- ニッセイ信用保証株式会社
- 株式会社ニッセイ・ニュークリエーション
- ニッセイ・ビジネス・サービス株式会社
- ニッセイ・リース株式会社
- 日本インシュアランスサービス株式会社
- 株式会社日本生命東京保険代理社
- 日本マスタートラスト信託銀行株式会社
- 大樹生命保険株式会社

- 公益財団法人日本生命済生会日本生命病院
- 公益財団法人ニッセイ文化振興財団
- 公益財団法人日本生命財団
- 公益財団法人ニッセイ聖隷健康福祉財団
- 公益財団法人ニッセイ緑の財団
- 株式会社ライフサロン

- はなさく生命保険株式会社

## 不祥事
- 2005年2月、大手生命保険業の明治安田生命保険が死亡保険金を不当に支払っていなかったことが発覚し、これを発端として、生命保険業、損害保険業各社で保険金の不当不払い事案が次々と発覚。生命保険業37社に、合計970億円の不払い事案があることが明らかになった[29]。日本生命についても、130億円超の不払い事案があることが公表され、業務改善命令を受けるに至った[30]。日生は「命令を踏まえ、再発防止に取り組む」としている[31]。この問題に伴い、日生がスポンサーとなっているテレビ番組において、お詫びの文章が流れる15秒CM、もしくは通常のCMの最後にお詫びの文章を付加したCMが放送された。

- 日本生命の一支店に勤務する営業部長とその部下23人の計24人の社員が、独立行政法人・勤労者退職金共済機構が運営する中小企業向け退職金共済の勧誘に当たって、契約者数を水増しして計56事業所の222人に不正契約を締結させていたことが、2014年12月に明らかになった。うち31事業所の計142人に対して、実際に退職金約200万円が支払われたことも判明している[32][33]。

- 新型コロナウイルスが流行し、感染防止のため大人数での会食を控えるよう呼びかけられていた最中、2021年4月に首都圏の支社長や営業部長らが集まって情報共有する「全拠点長大会」が行われたあと、複数人の管理職が「ゴルフ会食」に参加。結果として、参加者の多くが新型コロナウィルスによる感染症に罹患したことが判明した[34][35]。

- 全国の支社などに勤務する計15人の営業職員が、2017 - 2021年度の5年間に亘り、保険会社から貸付を受けられる制度を悪用する形で顧客の預金口座から現金を不正に引き出したり、保険料を自らの口座に振り込ませるなどの手口で、顧客から計約1億3800万円を不正に取得していたことが、2022年6月30日までに明らかになった。同社は被害を受けた顧客に謝罪した上で、既に被害額の弁済を行ったとしており、該当の営業職員に対しては懲戒処分を行ったとしている[36]。
- 同社から三菱UFJ銀行に出向していた社員が、2024年3月に同行が代理店として販売している保険商品の販売戦略などが記載された社外秘の内部資料を無断で持ち出して社内に共有し、営業活動に利用していたことが2025年7月15日までに明らかになった[37][38][39]。社内での調査開始後、金融法人部の関係者が資料を共有していたフォルダを削除し隠ぺいを図ったことも判明した[39][40]。

## スポーツ活動
スポーツ活動としては硬式野球部と女子卓球部の活躍が有名であり、他に柔道部には2024年パリオリンピックカナダ代表の出口姉妹（出口ケリーと姉で金メダリストの出口クリスタ）らが在籍。
過去には陸上競技部も存在し、女子5000m元日本記録保持者の八嶋あつみや後に2007年世界選手権大阪大会女子マラソン日本代表となる橋本康子らが在籍していた。
陸上競技部は2002年3月に廃部となるが、2018年4月より男子短距離選手の桐生祥秀と所属選手契約を締結し、桐生の競技活動のサポートや各種イベントの開催などを実施している。
また2020年には女子プロゴルファーの稲見萌寧（都築電気=当時）とスポンサード契約を締結した。

### 野球部
1929年（昭和4年）創部。都市対抗野球大会では、1947年（昭和24年）の初出場以来、通算58回目の出場（全国最多）、4回優勝。社会人野球日本選手権大会では、3回優勝。2015年（平成27年）には、史上3チーム目となる都市対抗・日本選手権の夏秋連覇を達成した。

### 日本生命レッドエルフ（女子卓球チーム）
1949年（昭和29年）創部。日本卓球リーグ前期優勝13回・後期優勝18回・内閣総理大臣杯17回。全日本卓球選手権大会（団体の部）優勝14回、全日本実業団卓球選手権大会優勝10回、Tリーグ優勝2回の実績を残している。2018年（平成30年）開幕のTリーグに参加し、初代王座に輝いた。全国実業団女子最多の計43回のタイトルを獲得している。8月1日、チーム名・ロゴ・マスコット・所属選手の発表を行い、「日本生命レッドエルフ」と発表された。レッドはチームカラーの赤から、エルフは英語の「妖精」とドイツ語の「11(卓球における11点先取ルールを意味する)」から採られている。

## テレビ番組
- 日経スペシャル ガイアの夜明け セイホ“新”戦国時代～あなたの保険は大丈夫?（2007年12月4日、テレビ東京）[46] - 生保レディの現場を取材。

## イメージキャラクター
当初は『タイニー・トゥーンズ』のキャラクターが登場し、その後『スヌーピー』などのピーナッツ作品関連のキャラクターが登場する。2024年度からは同社の契約マスコットキャラクターとして『ちびゴジラ』が登場している。

## 提供番組

### 現在
現在の提供番組は以下である。なおフジテレビの番組については諸般の事情により、2025年1月18日より当面の間自社CMの出稿を差し止めている。
- テレビ
  - 90秒
    - 日曜劇場[注 6]（TBSテレビ・2009年10月 -、90秒、系列外のABSテレビ、FBCテレビ、JRTテレビでは一社提供でスポンサード）
    - SPORTSウオッチャー（テレビ東京・土曜、2018年4月 - 2022年4月2日）※前半一社提供扱い→みんなのスポーツ（同局系・土曜、2022年4月9日 - 2023年3月25日）※後半一社提供扱い（番組は継続中だが2023年4月以降は一時見合わせ中。理由は不明。なお、同年4月1日は番組の短縮によりコーナー休止。）

  - 60秒
    - みらい遺産〜HUMAN×LANDS〜（BS朝日、一社提供）ミニ番組（ - 2022年3月）

  - 30秒
    - news23（TBSテレビ・隔日月 - 金曜）
    - おはスタ（テレビ東京（水曜放送分提供））
    - めざましテレビ（フジテレビ（隔日7:50 - 7:53にて提供））
    - ジャンクSPORTS（フジテレビ・日曜 2018年4月 - ）
    - Mr.サンデー（フジテレビと関西テレビの共同制作・日曜 2011年4月 - ）※後半
    - FNSの日（フジテレビ・2009年 - ）
    - 帰れマンデー見っけ隊!!（テレビ朝日・月曜 2020年4月 - 2022年3月）→私の幸福時間（テレビ朝日・朝日放送テレビ・BS朝日・月 - 金曜 2022年4月4日 - ）※筆頭扱い[47][注 7]
    - 沸騰ワード10（日本テレビ・金曜 2024年4月 - ）
- ラジオ

### 過去
- テレビ
  - 一社提供
    - ニッセイワールドドキュメント（TBSテレビ（一社提供））
    - 日曜特集・新世界紀行
    - 浪漫紀行・地球の贈り物
    - 世界謎紀行・神々のいたずら
    - 神々の詩
    - 未来の瞳
    - 皇室アルバム（毎日放送・一社提供、放映開始当初 - 1970年代後半まで）
    - 日生ファミリースペシャル（フジテレビ、一社提供番組）
    - みらいのつくりかた（テレビ東京、2012年7月 - 2018年3月、一社提供）ミニ番組

  - 90秒
    - ソウル国際女子駅伝（毎日放送、1998年）
    - THEプレゼンター（TBSテレビ、1992年10月 - 1994年3月）

  - 60秒
    - 土曜ドラマ（日本テレビ 2013年4月 - 2014年9月）
    - 世界一受けたい授業（日本テレビ - 2012年3月）
    - JNNニュースコープ（TBSテレビ）※1960年代から1970年代にオープニングキャッチがあった。
    - JNNニュースの森（TBSテレビ - 1996年3月）※提供読みされるが、30秒扱い。
    - 時事放談（第1期、TBSテレビ）
    - ブロードキャスター（TBSテレビ）
    - ダウトをさがせ!（毎日放送）
    - 土曜大好き!830（カンテレ）※一時期降板後、30秒として復帰
    - 全日本大学女子駅伝（ABCテレビ、1987年）
    - ONE PIECE エピソード・オブ・ナミ再放送（フジテレビ）※東名阪の3社他、実質一社提供。一部地域のみ

  - 30秒
  - ドラマ30（MBS・CBC交互制作、2003年4月 - 2005年3月)
    - アッコにおまかせ!（TBSテレビ）
    - どうぶつ奇想天外!（TBSテレビ）
    - 関口宏の東京フレンドパークⅡ（TBSテレビ、2001年4月 - 2002年3月、2008年11月 - 2009年3月）
    - うたばん（TBSテレビ）
    - 新・情報7days ニュースキャスター（TBSテレビ 2008年10月 - 2016年9月）※2016年10月より報道特集へ提供枠移動。
    - 報道特集（TBSテレビ 2016年10月 - 2017年3月 ※子会社の三井生命に代わって提供）
    - プロ野球ニュース（フジテレビ（隔日月曜 - 金曜・隔日土曜・日曜））
    - すぽると!（フジテレビ（隔日月曜 - 金曜））
    - クイズ!年の差なんて（フジテレビ 1994年4月 - 9月）
    - 木曜ファミリーランド（フジテレビ 1994年10月 - 1995年9月）
    - 生さんま みんなでイイ気持ち!→金曜超テレビ宣言!（フジテレビ 1995年10月 - 1996年3月）
    - 情報ライブ EZ!TV（フジテレビ・カンテレ）
    - ジャンクSPORTS（フジテレビ）
    - HEY!HEY!HEY! MUSIC CHAMP（フジテレビ）
    - ちびまる子ちゃん（フジテレビ）
    - 情報プレゼンター とくダネ! （フジテレビ・木曜 2018年11月 - ）※後半ナショナルスポンサー。
    - みんなのニュース（フジテレビ（隔日月曜 - 金曜））
    - スポーツLIFE HERO'S（フジテレビ・土曜・日曜）
    - クイズプレゼンバラエティー Qさま!!（テレビ朝日・月曜 2017年10月 - ）※前半と後半の隔週で交代制
    - ニュースステーション（テレビ朝日）
    - ズームイン!!朝!（日本テレビ）
    - 1億人の大質問!?笑ってコラえて!（日本テレビ）
    - 踊る!さんま御殿!!（日本テレビ）
    - 人生が変わる1分間の深イイ話（日本テレビ 2012年4月 - 2013年3月、2021年4月 - 2022年3月）
    - 水曜ドラマ（日本テレビ 2012年4月 - 2013年3月）
    - SmaSTATION!!（テレビ朝日 2014年10月 - 2017年9月）
    - 空から日本を見てみようplus（BSジャパン）
    - それいけ!アンパンマンくらぶ（BS日テレ・月曜? - 2015年3月）
    - 幸せ!ボンビーガール（日本テレビ・火曜 2014年10月 - 2021年3月）
    - 嗚呼!みんなの動物園（日本テレビ・土曜 2022年4月 - 2024年3月）

ほか多数
- ラジオ
  - それゆけ!ナイトバスターズ 木村拓哉のWhat's UP SMAP!（TOKYO FM 1996年4月 - 9月）
  - 追跡 フライデースペシャル みらいナビ（中西哲生のクロノス内）（TOKYO FM・金曜）
  - ゆずのオールナイトニッポンGOLD（ニッポン放送）
  - 追跡 日本生命 朝の経済サプリ（クロノス内）（JFN系列・火曜）
  - 日本生命 presents パートナーズ!〜私と僕の明日物語〜（TOKYO FM 2021年4月3日 - 10月10日）
  - 日本生命 presents 石橋貴明のGATE7（TBSラジオ 2021年4月4日 - 2022年9月25日）

### CM
ニッセイのおばちゃん
1969年〜1986年まで続いたシリーズ。中北千枝子演じるセールスレディが地方の情景と共に映像で流れ、CMソングの『モクセイの花』（作詞:横内理員、作曲:小林亜星、歌:デューク・エイセス）と共に親しまれた。その後も1989年頃から数年間、ニッセイレディのCMの時に、歌詞と曲調をアレンジして放送されていた。
ニッセイレディのともこさん
10年近くに渡ってオンエアされたCMのキャッチフレーズ。出演していた『ともこ』さんはセールスレディではなく三浦智子。
CSR CM（企業の社会的責任）
- 谷川俊太郎作の詩「愛する人のために」が使われている。この詩は1969年に谷川俊太郎が当社のCMのために書き下ろした「愛する者のために」をリメイクしたものである。ナレーションは田口トモロヲで、BGMはエンニオ・モリコーネの「ニュー・シネマ・パラダイス」を起用。
  - 「セーフ編」 - 主にプロ野球シーズン（4月～9月）時に使用している。
  - 「改札編」 - プロ野球シーズンオフ（10月～1月）時や2004年のアテネオリンピック（夏季）以降のオリンピック中継（ハイライト）でも流れている。
  - 「柱編」 - 新春特別番組時に流れており、特にTBSテレビやフジテレビで3が日のゴールデンタイム（「スポーツマンNo.1決定戦」「新春かくし芸大会」「平成教育委員会（2005年・2006年）・SMAP×SMAP（2007年）新春スペシャル」など）でも流れている。
  - 「路面電車編」 - 2006年10月より開始。北海道函館市の元町・西部地区がロケ地となっている。
  - 「つながるeco」 - 2008年6月より開始。
  - 「ニッセイの森づくり編」 - 2010年11月より開始。

商品CM
- 1980年代から1990年代前半は「ロングラン」「YOU」などにおいて坂本龍一・高倉健・桑田佳祐・菊池桃子・大地真央・真田広之・原田知世らが出演。
- 「ニッセイふれあい家族」 - 陣内孝則（1995年 楽曲は伊藤咲子の「ひまわり娘」）
- 「ヤングリーグ」「愛と勇気」「愛と勇気NEO」 - 中居正広（1995年 - 1998年）
- 「アクティブパック」 - Favorite Blue（1996年 楽曲は自身が歌う「Active, my dream」）
- 「ニッセイがん保険EX」「生きるチカラ」 - 織田裕二（2001年 - 2003年頃）
- 「生きるチカラflau」「生きるチカラ スカイプラン」 - 長谷川京子（2003年 楽曲は過去に大地真央が出演した「ナイスデイ」の商品CMで使用した「SO NICE DAY」をカバー。）
- 「みらいサポート」 - 大塚愛（2008年 - 2009年）→綾瀬はるか[注 8]（2010年 - ）
- 「みらいサポート・女性時代」（2011年）- 美空ひばり（1988年の東京ドームコンサート）、森理世（2007年ミス・ユニバース受賞時）、森光子、オノ・ヨーコ、上原ひろみ（ピアノ・プレーヤー）、東洋の魔女（1964年東京オリンピック）、天才バカボンのママ、荒川静香（2006年トリノオリンピック）といった過去の女性が活躍する姿を写した映像を取り入れている。CM主題歌は「オー・プリティ・ウーマン」（ロイ・オービソン）。
- 「みらいサポート・悠々時代」（2011年 - ） - 篠田三郎
- 「みらいのカタチ」（2012年 - 2013年） - 池松壮亮・南沢奈央・田中圭・板谷由夏・小木茂光・滝川クリステル
- 「みらいのカタチ 20's 30's 自分問答」（2013年 - 2014年) - 岡田准一

企業イメージCM
- 「ニッセイ保険口座」のスタート時（1999年）には織田信長・坂本龍馬が登場するCMが制作された[48]。
- 2007年夏以降は「保険契約の確認」のTVCMを中心に展開している。（ただし、年始は「柱編」を中心に展開されるため一時中断される。中断期間は元日～1月3日まで。）
- 2009年度以後は日本オリンピック委員会（選手強化キャンペーン）、日本野球機構（セ・パ交流戦、月間MVP）の協賛社であることから、スポーツ選手を起用したCM（但し、選手は過去の試合・演技の映像を使用しており、新たなる撮り下ろしはしていない）を放送していて、CM主題歌にはゆずを起用して「虹」などの曲を採用している。CM出演者は過去に浅田真央、上村愛子、内柴正人、松本哲也ら。
- 2011年度は従来のスポーツ選手を起用したCMでは東日本大震災による被災者や復興支援に携わっている人へ向けられた応援一言メッセージを添えて放送していた。後に吉田沙保里、内村航平、潮田玲子、太田雄貴、CM主題歌を歌っているゆずも出演している。さらに、日本野球機構（セ・パ交流戦、月間MVP）の協賛社であることやピンクリボン活動を支援していることから、同活動に取り組んでいる北海道日本ハムファイターズの田中賢介が出演している。
- 2012年3月からは漫画およびアニメーション「ONE PIECE」の主人公であるルフィを起用し、ゆずのCMソング第2弾である「with you」を採用している。同時に、「ニッセイみらいファクトリー」をスタートさせ、「みらい創造推進物語」シリーズでは池松壮亮・南沢奈央・田中圭・板谷由夏・小木茂光が架空の部署である『みらい創造推進室』の社員に扮して役名で出演している。2012年9月からは更に、日生のPRスーパーバイザーである滝川クリステルも加わった。このシリーズでは商品CMも担当した。
- 2015年からは、『人生列車』と題し、様々な人を人生の列車に乗せ、車掌に扮したピエール瀧が出演。
- 2017年からは、平野美宇および同社の女子卓球部員（若宮三紗子、石垣優香、前田美優、森さくら）を起用したCMを展開。その後も早田ひなも出演している。
- 2018年からは、清原果耶が出演[49]。
- 2019年からは、中村ゆりが出演[50]。
- 2023年からは、福山雅治がナレーションで出演し、CMソングに「道標」のギターインストゥルメンタルを起用した[51]。

## スポンサー
- Jリーグオフィシャルスポンサー（1994年〜1998年）。
- 名古屋国際女子マラソン（1999年まで冠スポンサー、2000年・2001年・2008年は筆頭スポンサー）
- 2002 FIFAワールドカップのオフィシャルサプライヤー第1号。
- プロ野球セ・パ交流戦の冠スポンサー。2012年以降、交流戦大使（例・子役、および人気女性アイドルグループ等）を起用したCMを放送している。
- 「バレーボール世界選手権」（1998年・2006年・2010年・2018年（いずれも日本開催））の特別協賛社。
- B.LEAGUE FINALの冠スポンサー並びにB.LEAGUEの公式パートナー。
- 2023年FIBAバスケットボール・ワールドカップ・沖縄ステージの公式イベントスポンサー。

## 在籍した人物
特別顧問
- 坂口正芳（第26代 警察庁長官）
- 松本光弘（第28代 警察庁長官）
- 中村格（第29代 警察庁長官）

その他
- 安宅川佳之
- 伊藤助成
- 井上博文
- 宇野郁夫
- 大村敬一
- 嘉数昇
- 片岡直温
- 金沢咲希
- 川北英隆
- 川瀬源太郎
- 久世庸夫
- 熊谷尚夫
- 鴻池善右衛門
- 小林幹司
- 古森剛
- 酒井光次郎
- 坂田愛
- 鈴木喬
- 関嘉彦
- 高邑勉
- 丹沢安子
- 出口クリスタ
- 出口ケリー
- 出口治明
- 橋本康子
- 弘世現
- 弘世助三郎
- 弘世助太郎
- 藤井寛子
- 三原脩
- 宮崎謙介
- 柳澤協二
- 矢野恒太
- 山口吉郎兵衛